# Morro do Macaco (Iporá)
O Morro do Macaco é uma Unidade de Conservação do tipo APA localizada em Iporá - Goiás, criada pela Lei Nº 1.147, de 23 de setembro de 2004.. É considerado por muitos praticantes de esporte como um excelente lugar para a prática do parapente e vôo livre, também é um ótimo lugar para fazer trilhas, tanto de bicicleta como de motocross.
Os antigos moradores acreditavam que o Morro do Macaco era um vulcão adormecido ou extinto, mas que não é comprovado cientificamente.
Um estudo de 2010 validou a presença de 103 espécies de aves. Além disso, outra pesquisa foi realizada no Morro do Macaco que documentou a existência de 23 espécies de mamíferos silvestres.